# Desert Blume
Desert Blume est un hameau situé dans le comté de Cypress, dans le sud-est de la province d'Alberta.